# Willem Frederik Röell

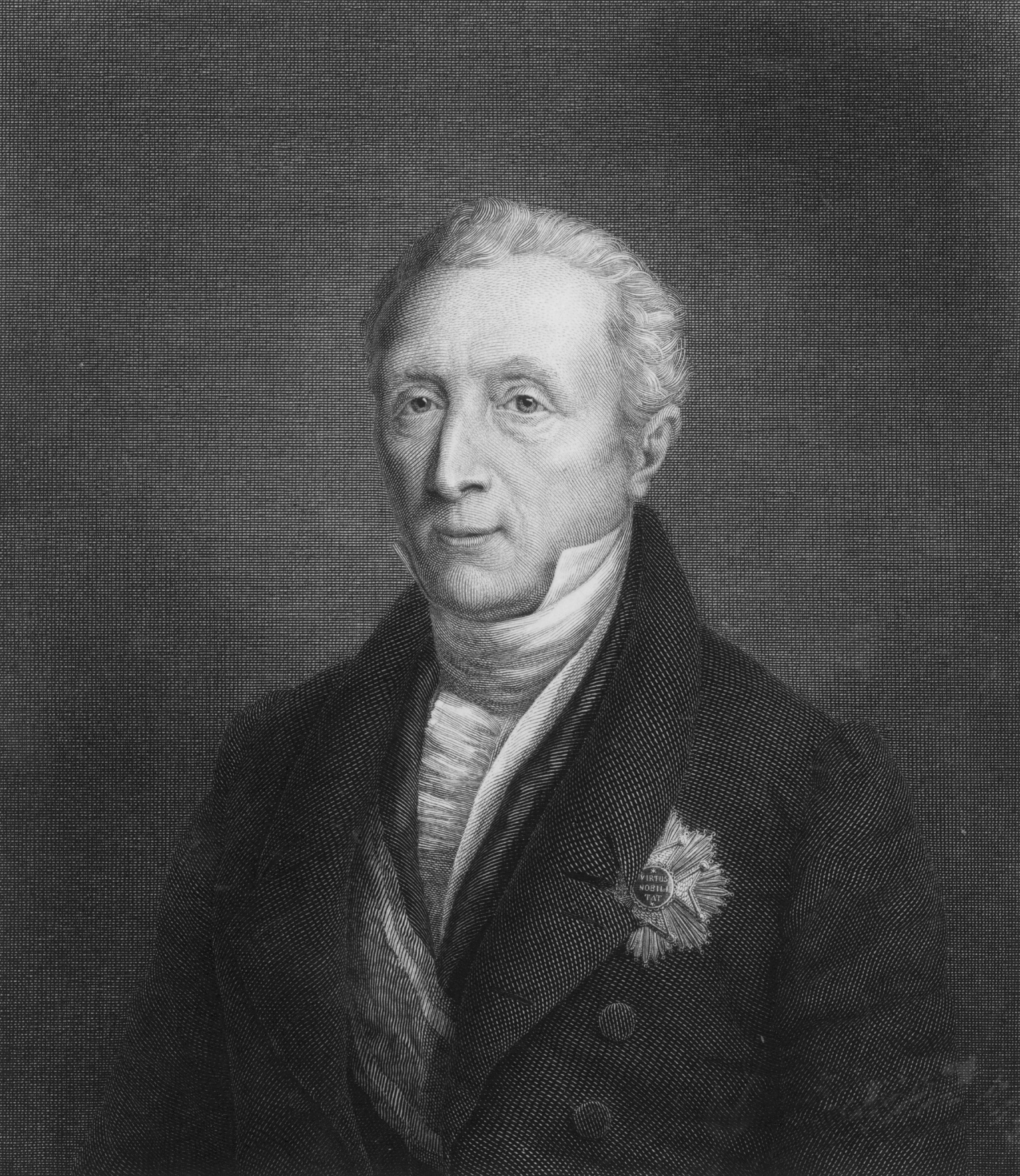
Willem Frederik Röell

Willem Frederik baron Röell (Amsterdam, 25 oktober 1767 – aldaar, 3 januari 1835) was een orangistisch Amsterdams regent. Hij was een trouw en bescheiden dienaar van Lodewijk Napoleon, die hem aanvankelijk zeer toegenegen was. Hij was onder meer minister van Buitenlandse Zaken. In 1813 werd hij lid van de commissie die de Grondwet ontwierp. In 1815 verhief Willem I hem in de adelstand. Hij vervulde een ministerspost, maar werd in 1817 weggepromoveerd naar de Eerste Kamer.
Röell was de eerste Kanselier van de Orde van de Nederlandse Leeuw, in deze met 4000 gulden per jaar gedoteerde functie adviseerde hij de koning bij benoemingen en het beheer van de orde. Hij kon niet voorkomen dat de orde geen kapittel kreeg en dat de wettelijke bepaling dat de orde een reglement zou krijgen werd genegeerd. Onder Lodewijk Napoleon had Röell de Orde van de Unie bestuurd.
Röell trouwde op 22 augustus 1790 in Hillegom met Sara Hop (1772-1818), de dochter van een rijke Amsterdamse regent. Zij kregen vijf zoons en vijf dochters. Hun dochter Henrietta Sophia Wilhelmina (1792-1870) was de echtgenote van de schrijver en politicus Jacob van Lennep.